# Бовила Ерника
Бовила Ерника (итал. Boville Ernica) је насеље у Италији у округу Фрозиноне, региону Лацио.
Према процени из 2011. у насељу је живело 918 становника. Насеље се налази на надморској висини од 494 м.

## Становништво
| 1931. | 1936. | 1951. | 1961. | 1971. | 1981. | 1991. | 2001. | 2011. |
| ----- | ----- | ----- | ----- | ----- | ----- | ----- | ----- | ----- |
| 7.076 | 7.639 | 7.873 | 8.225 | 8.131 | 8.209 | 8.773 | 8.873 | 8.811 |